# Zhu Xueying
Zhu Xueying (Pekín, 2 de marzo de 1998) es una deportista china que compite en gimnasia en la modalidad de trampolín.
Participó en los Juegos Olímpicos de Tokio 2020, obteniendo una medalla de oro en la prueba individual. Ganó siete medallas en el Campeonato Mundial de Gimnasia en Trampolín entre los años 2017 y 2023.

## Palmarés internacional
| Juegos Olímpicos   | Juegos Olímpicos         | Juegos Olímpicos | Juegos Olímpicos |
| Año                | Lugar                    | Medalla          | Prueba           |
| ------------------ | ------------------------ | ---------------- | ---------------- |
| 2020               | Tokio (Japón)            | Medalla de oro   | Individual       |
| Campeonato Mundial |                          |                  |                  |
| Año                | Lugar                    | Medalla          | Prueba           |
| 2017               | Sofía (Bulgaria)         | Medalla de oro   | Sincronizado     |
| 2017               | Sofía (Bulgaria)         | Medalla de oro   | Equipo           |
| 2018               | San Petersburgo (Rusia)  | Medalla de oro   | Equipo mixto     |
| 2018               | San Petersburgo (Rusia)  | Medalla de plata | Individual       |
| 2022               | Sofía (Bulgaria)         | Medalla de oro   | Equipo           |
| 2023               | Birmingham (Reino Unido) | Medalla de oro   | Equipo           |
| 2023               | Birmingham (Reino Unido) | Medalla de plata | Individual       |